# До смърт (сериал)
До смърт (на турски: Ölene Kadar) e турски драматичен сериал, излъчен премиерно през 2017 г.

## Сюжет
Даахан е лекар, който по стечение на обстоятелствата се озовава в затвора. Той губи надеждата за бъдещето и нормален живот заради престъпление, което не е извършил, но е осъден на доживотен затвор.

## Актьорски състав
- Енгин Акюрек – Даахан Сойсюр
- Фахрие Евджен – Селви Нардан/Вилдан Санер
- Гюлджан Арслан – Берил Каралъ
- Сарп Левендоолу – Ендер Йоранел
- Тансу Бичер – Йълмаз Санер
- Дидем Балчин – Шахика Йоранел
- Ферди Санджар – Фахри Байсал
- Демир Карахан – Музафер Йоранел
- Серпил Гюл – Сабиха Сойсюр
- Танер Туран – Халил Сойсюр
- Фатих Докгьоз – Ръдван Ертуурул
- Гизем Кала – Айше Сойсюр
- Джихат Сювариоолу – Осман
- Айкут Акдере – Толга
- Кадрийе Кентер – Закире
- Рагъп Саваш – Мехмет
- Лале Мансур – Асуман Йоранел
- Месут Акуста – Текин Зердан
- Авни Ялчън – Сезай Каралъ
- Ейлюл Наз Йозген – Вилдан

## В България
В България сериалът започва на 21 декември 2020 г. по интернет платформата на bTV Voyo.bg и завършва на 24 януари 2021 г. Дублажът е на студио Медиа Линк. Ролите се озвучават от Василка Сугарева, Ирина Маринова, Светломир Радев, Петър Върбанов и Иван Танев.